# Glenida cyaneofasciata
Glenida cyaneofasciata är en skalbaggsart som beskrevs av Stefan von Breuning 1952. Glenida cyaneofasciata ingår i släktet Glenida och familjen långhorningar. Inga underarter finns listade i Catalogue of Life.